# Alexandre Teklak
Alexandre Teklak (Charleroi, 16 augustus 1975) is een Belgische voetballer die als verdediger voor de RJS Heppignies-Lambusart-Fleurus uitkomt. Voordien speelde hij voor RAA Louviéroise, Sporting Charleroi en Excelsior Moeskroen. In de jeugd begon hij bij US Courcelles.
In de Zaak-Ye, naar omkoping in het Belgische voetbal, werd Teklak tweemaal een bedrag van 100.000 euro geboden dat hij weigerde. Na het faillissement van Moeskroen eind december 2009, ging Teklak spelen bij RJS Heppignies-Lambusart-Fleurus waarmee hij naar de derde klasse promoveerde.
Van maart 2010 tot november 2010 was hij beloftentrainer bij Sporting Charleroi, hij speelde toen ook nog bij RJS Heppignies-Lambusart-Fleurus.

## Statistieken
| seizoen | club                             | land   | competitie         | wed. | goals |
| ------- | -------------------------------- | ------ | ------------------ | ---- | ----- |
| 1994/95 | Sporting Charleroi               | België | Jupiler League     | 1    | 0     |
| 1995/96 | Sporting Charleroi               | België | Jupiler League     | 2    | 0     |
| 1996/97 | Sporting Charleroi               | België | Jupiler League     | 17   | 1     |
| 1997/98 | Sporting Charleroi               | België | Jupiler League     | 25   | 0     |
| 1998/99 | Sporting Charleroi               | België | Jupiler League     | 33   | 1     |
| 1999/00 | Excelsior Moeskroen              | België | Jupiler League     | 31   | 1     |
| 2000/01 | Excelsior Moeskroen              | België | Jupiler League     | 29   | 0     |
| 2001/02 | Excelsior Moeskroen              | België | Jupiler League     | 28   | 0     |
| 2002/03 | Excelsior Moeskroen              | België | Jupiler League     | 13   | 0     |
| 2003/04 | Excelsior Moeskroen              | België | Jupiler League     | 18   | 0     |
| 2004/05 | Excelsior Moeskroen              | België | Jupiler League     | 29   | 0     |
| 2005/06 | RAA Louviéroise                  | België | Jupiler League     | 32   | 0     |
| 2006/07 | Excelsior Moeskroen              | België | Jupiler League     | 30   | 1     |
| 2007/08 | Excelsior Moeskroen              | België | Jupiler League     | 21   | 0     |
| 2008/09 | Excelsior Moeskroen              | België | Jupiler Pro League | 28   | 0     |
| 2009/10 | Excelsior Moeskroen              | België | Jupiler Pro League | 6    | 0     |
| 2009/10 | RJS Heppignies-Lambusart-Fleurus | België | Vierde Klasse      | ?    | ?     |
| 2010/11 | RJS Heppignies-Lambusart-Fleurus | België | Derde Klasse       | ?    | ?     |
|         |                                  |        | Totaal             | 343  | 4     |